# بين جويس
بين جويس (بالإنجليزية: Ben Joyce)‏ (9 سبتمبر 1989 ببليموث في المملكة المتحدة - ) هو لاعب كرة قدم بريطاني في مركز الهجوم. لعب مع سويندون تاون وفوريست غرين ونادي توركي يونايتد ونادي كيترينغ تاون ونادي سالزبري سيتي وWeston-super-Mare A.F.C. ‏ وDorchester Town F.C. ‏ وBodmin Town F.C. ‏ ونادي ويموث.

## وصلات خارجية
- بين جويس على موقع قاعدة بيانات كرة القدم.إي يو (الإنجليزية)
- بين جويس على موقع Soccerbase.com (لاعب) (الإنجليزية)